# Charles Wegelius
Pour les articles homonymes, voir Wegelius.
Charles Wegelius est un coureur cycliste britannique né le 26 avril 1978 à Espoo (Finlande). Il est passé professionnel en 2000 au sein de l'équipe Mapei. Il met un terme à sa carrière à l'issue du Tour de Padanie 2011 et entame ensuite une carrière de directeur sportif actuellement dans l'équipe Cannondale-Drapac.

## Biographie

### Débuts de carrière
Charles Wegelus commence la compétition à l’âge de 13 ans. Il prend sa première licence au VC York.
En 1996, pour sa dernière année chez les juniors, il rejoint l’équipe française Vendée U. Il remporte 17 victoires, son succès le plus important étant le Grand Prix des Nations juniors.
L'année suivante, il est intégré dans l’équipe espoir de Vendée U. Il y passe deux saisons, aux côtés des meilleurs coureurs espoirs français et dispute des courses open avec des coureurs professionnels. 
En 1999, il décide de retourner au Royaume-Uni et de courir pour une équipe financée par la fédération britannique : World Class Performance Program (WCCP).
Il participe aux principales courses internationales espoirs de la saison 1999. Il remporte deux étapes du Tour de Thuringe, le titre national sur route chez les espoirs, et termine troisième de Liège-Bastogne-Liège espoirs. Au mois de septembre, il rejoint l’équipe cycliste professionnelle Linda McCartney en tant que stagiaire. Durant l’automne, il reçoit une proposition pour passer professionnel dans l'équipe Mapei.

### Années italiennes
Il commence sa carrière dans l'équipe Mapei en 2000, alors une des meilleures équipes du monde. Il y passe trois saisons. Après la disparition de l'équipe à la fin 2002, Charles Wegelius signe un contrat d'une saison dans l'équipe italienne de deuxième division De Nardi, dirigée par Gianluigi Stanga. Son rôle est d’accompagner dans la montagne son leader Serhiy Honchar. Ce dernier termine huitième du Tour d'Italie 2003. Son contrat est prolongé pour la saison 2004 avec le même objectif. 
Le Tour d'Italie 2004 est un succès pour l’équipe De Nardi. Serhiy Honchar termine deuxième, Charles Wegelius fournit un important travail en roulant derrière Gilberto Simoni et Stefano Garzelli, grâce auquel Honchar conserve sa deuxième place pour deux secondes. 
En 2005, il est recruté par l’équipe Liquigas qui a besoin de grimpeurs pouvant accompagner Danilo Di Luca sur les routes du Tour d'Italie. Il est équipier de Di Luca lors de sa victoire au Tour d'Italie 2007. Quelques mois plus tard, il dispute son premier Tour de France qui'il termine 45e à 1 h 45 minutes du vainqueur Alberto Contador.
Ses seules victoires sont obtenues lors de contre-la-montre par équipes. Son meilleur résultat individuel est une troisième place au général du Tour d’Aragon 2005, épreuve durant laquelle il se classe deuxième du contre-la-montre.

### Controverse aux mondiaux de Madrid (2005)
Pendant les championnats du monde sur route 2005 à Madrid, Charles Wegelius et Tom Southam ont un rôle d'équiper et doivent protéger leur leader Roger Hammond, seul sprinteur de l'équipe. 
Pourtant, les deux coureurs Britanniques roulent en tête du peloton durant les 100 premiers kilomètres de la course, alors que les responsables de l'équipe de Grande-Bretagne n'ont donné aucune consigne allant dans ce sens. 
Cette tactique de course a suscité de nombreuses interrogations chez les observateurs et journalistes présent sur la course. La réaction de la fédération Britannique est d'exclure Charles Wegelius et Tom Southam de toute future sélection en équipe nationale.
En 2013, dans son livre « Gregario », Charles Wegelius reconnaît avoir reçu 2 500 € pour rouler derrière l’échappée matinale. L’équipe d'Italie voulait absolument contrôler la course et permettre à Alessandro Petacchi de remporter le titre mondial. Il explique avoir agi de la sorte pour gravir les échelons dans le système professionnel italien, alors que l’équipe de Grande-Bretagne ne pouvait pas jouer la victoire sur cette course.

### Années dans les équipes Lotto et United Healthcare
En 2009, il rejoint l’équipe Silence-Lotto qui ambitionne une victoire de Cadel Evans au classement général du Tour de France. Pour y parvenir l’équipe belge a besoin de grimpeurs pouvant accompagner Cadel Evans.
Initialement, Charles Wegelius n'est pas sélectionné pour participer au Tour de France 2009. 48 heures avant le départ, il est appelé pour remplacer Thomas Dekker, provisoirement suspendu après un contrôle antidopage positif. L’objectif de victoire au classement général n'est pas atteint pour l’équipe, Cadel Evans termine le Tour à la trentième place. Charles Wegelius termine 59e à plus d'une heure du vainqueur d’Alberto Contador. En septembre, il est aligné sur la Vuelta, il participe à son troisième grand tour de la saison. Il abandonne lors de la quatrième étape.
La saison 2010 est la dernière au sein de l'équipe. Il se classe 29e du Tour d'Italie et abandonne au tour de Tour de France. Son contrat n’est pas renouvelé. 
Il passe la saison 2011 dans l’équipe américaine UnitedHealthcare et met un terme à sa carrière après le Tour de Padanie 2011.

### Après carrière
À la suite de l'arrêt de sa carrière de coureur à la fin de l'année 2011, Wegelius est engagé par Jonathan Vaughters pour être un des directeurs sportifs de Garmin-Cervélo à partir de 2012. Il s'occupe tout particulièrement des courses se déroulant en Italie.

## Vie personnelle
Wegelius est le fils de Christopher Wegelius, un ancien banquier finlandais et le cavalier de saut d'obstacles le plus titré à avoir jamais représenté la Finlande.
Wegelius grandit en Angleterre, il a étudié à la Bootham School de York de 1989 à 1994. Il est marié avec Camilla, avec qui, il a deux fils. Ils vivent en Finlande.

## Palmarès

### Palmarès année par année
- 1995
  - Tour du Pays de Galles juniors :
    - Classement général
    - 1re (contre-la-montre) et 5e étapes
- 1996
  - Flèche Plédranaise
  - Grand Prix des Nations juniors
- 1999
  -  Champion de Grande-Bretagne sur route espoirs
  - 4e et 6e (contre-la-montre) étapes du Tour de Thuringe
  - 4e étape du Transalsace International
  - 2e du Tour de Slovaquie
  -  Médaillé d'argent du championnat d'Europe du contre-la-montre espoirs
  - 3e de Liège-Bastogne-Liège espoirs
  - 3e de l'Isle of Man Mountain Time Trial
- 2002
  - 1rea étape de la Semaine cycliste lombarde (contre-la-montre par équipes)
- 2005
  - 3e du Tour d'Aragon
- 2007
  - 1re étape du Tour d'Italie (contre-la-montre par équipes)
- 2008
  - 1reb étape de la Semaine internationale Coppi et Bartali (contre-la-montre par équipes)

### Résultats sur les grands tours

#### Tour de France
3 participations
- 2007 : 45e
- 2009 : 59e
- 2010 : non-partant (11e étape)

#### Tour d'Italie
8 participations
- 2003 : 51e
- 2004 : 48e
- 2005 : 46e
- 2006 : 58e
- 2007 : abandon (18e étape)
- 2008 : 69e
- 2009 : 105e
- 2010 : 29e

### Tour d'Espagne
4 participations
- 2002 : 109e
- 2005 : 60e
- 2006 : abandon sur chute (5e étape)
- 2009 : abandon (4e étape)